# ティアフォー
株式会社ティアフォー（英語: TIER IV, Inc.）は、東京都品川区に本社を置く日本のソフトウェア企業。自動運転車用オペレーティング・システムのAutowareや、小型自動運転モビリティの開発を行っている。

## 概要
名古屋大学発のベンチャー企業である。2015年、名古屋大学で准教授を務めていた加藤真平が中心となって設立した。当初、加藤は大学で開発していた自動運転ソフトウェアを「他の人にも使ってもらいたい」という程度の気持ちで公開した。すると、他に同様のソフトウェアが存在せず、需要があることが判明したため、「これは大学でやっていてももったいない」として法人の設立に至ったという。
自動運転分野の開発はGoogleなどが大きく先行している。そのため、1社で自動運転ソフトウェアを開発しても追いつけないと判断し、オープンソースにより世界中の開発者・企業と共同開発する戦略を採っている。主力製品のAutowareは無償で公開されているが、同製品を使用した実験や開発のコンサルティングにより収益を得るビジネスモデルを採っている。

## 沿革
- 2015年12月 - 設立[4]
- 2017年12月 - 公道実証実験を初めて実施[4]
- 2020年12月 - TIER IV North Americaを設立[4]

## 主な製品・サービス
Autoware
自動運転車用のオペレーティング・システム。オープンソース・ソフトウェアであり、同社以外も開発に参画している。
Web.Auto
Autowareを用いたビジネスや開発のためのWebプラットフォーム。
Pilot.Auto
Autowareを用いた自動運転システムのリファレンス実装。

## 関連会社
- 株式会社マップフォー
- 株式会社エンブフォー
- 株式会社ブレインフォー
- 株式会社パーセプションエンジン
- 株式会社Human Dataware Lab
- 株式会社シナスタジア
- 株式会社フィールドオート